# Ruizara
× Ruizara (abreviado Ruz en el comercio) es un híbrido intergenérico entre los géneros de orquídeas Brassia × Miltonia × Miltoniopsis × Odontoglossum.  Fue publicado en Sander's List Orchid Hybrids Addendum 2002-2004: lix (2005).